# Ситалк (военачальник Александра Македонского)
Ситалк (др.-греч. Σιτάλκης) — представитель одрисского царского рода, военачальник Александра Македонского.
Ситалк был представителем одрисского царского рода, возможно даже сыном царя Керсоблепта. Он с самого начала похода Александра Македонского командовал отрядом фракийских пельтастов. В этом качестве он не только сражался на стороне македонян, но и был своего рода заложником, что обеспечивало лояльность Одрисского царства. Согласно Фронтину, Александр взял в поход сыновей фракийских царей, чтобы после его ухода их отцы не взялись за оружие.
Впервые Ситалк упомянут в связи с событиями 333 года до н. э. Во время штурма писидийского города Сагалас фракийцы с дротиками под командованием Ситалка находились на левом фланге. Ситалк, по мнению В. Хеккеля, сыграл важную роль в захвате крепости, хоть Арриан и описывает исключительно действия правого фланга, на котором находился Александр.
В том же году он под командованием Пармениона занял горный проход Ассирийские ворота из Киликии в Сирию. В битвах при Иссе 334 года до н. э. и Гавгамелах 331 года до н. э. его отряд располагался впереди левого фланга. В следующем 330 году до н. э. Ситалк остался в Экбатане и по приказу Александра, который передал Полидамант, вместе с Клеандром и Менидом организовал убийство Пармениона.
В 324 году до н. э. Александру, когда тот вернулся в Карманию из индийского похода, донесли о неподобающем поведении Ситалка. Жители покорённых провинций обвинили Ситалка, среди прочих военачальников, в том, что тот грабит храмы и захоронения, пренебрежительно относится к подданным, насилует девушек и знатных женщин. Чтобы внушить страх другим македонянам Александр приговорил ряд военачальников, в том числе и Ситалка, к смерти. Квинт Курций Руф приводит слова Александра при принятии решения: «обвинителями забыто одно, и притом самое большое, преступление — неверие в его благополучие: они никогда не осмелились бы совершить того, что сделали, если бы желали его успешного возвращения из Индии или верили, что он вернётся». Приближённые Александра, согласно Квинту Курцию Руфу, обрадовались наказанию убийцы Пармениона.